# Lianghechang
Lianghechang är en ort i Kina. Den ligger i provinsen Sichuan, i den sydvästra delen av landet, omkring 270 kilometer sydost om provinshuvudstaden Chengdu.
Runt Lianghechang är det tätbefolkat, med 308 invånare per kvadratkilometer. Närmaste större samhälle är Shima, 16,8 km nordväst om Lianghechang. I omgivningarna runt Lianghechang växer i huvudsak blandskog.
Genomsnittlig årsnederbörd är 1 431 millimeter. Den regnigaste månaden är juni, med i genomsnitt 266 mm nederbörd, och den torraste är december, med 21 mm nederbörd.